# 今井順斎
今井 順斎（いまい じゅんさい、万治元年（1658年） – 享保3年8月（1718年））は、江戸時代中期の日本の篆刻家である。
名を健、字を元昌、順斎は号。はじめ松浦姓を名乗ったが今井姓に復した。長崎の人。

## 略伝
松浦静軒の子で、代々続く医業を継いだ。様々な師に就いて医業を研鑽し一家を成した。
傍らで篆刻を嗜み、篆学に精しく（一説に亡命した明の石周麟に学んだという）鉄筆を揮った。貞享3年（1686年）に江戸に出て、池永一峰の家に寓居してともに篆刻を研鑽した。一峰の『一刀万象』に序文を寄せ、そのタイトルも順斎が名付けたという。篆刻の黎明期にあって唐・宋以降の装飾的な印風を排撃し古印を尊ぶ姿勢を示している。法帖を模刻したが、技術が未開発で劣悪だった。貞享年間に榊原篁洲や細井広沢と正面刷の技法を編み出して以来、法帖の精度が格段に高まった。後にこの方法を世に紹介している。
元禄2年（1689年）10月、医師として水戸藩に仕え、正徳5年（1715年）3月には幕府の侍医に至る。